# Peter Hauptmann (Staatssekretär)
Peter Hauptmann (* 1966 in Bad Godesberg) ist ein deutscher politischer Beamter. Er war von 2009 bis 2012 Staatssekretär im saarländischen Ministerium für Wirtschaft und Wissenschaft.

## Leben und Beruf
Nach dem Schulabschluss absolvierte Hauptmann eine Ausbildung zum Bankkaufmann. Danach studierte er Rechtswissenschaft an der Universität des Saarlandes sowie der Deutschen Hochschule für Verwaltungswissenschaften in Speyer. Den juristischen Vorbereitungsdienst absolvierte er u. a. am Verfassungsgerichtshof Rheinland-Pfalz sowie der Deutschen Botschaft in Seoul, Südkorea. 1997 schloss er mit dem zweiten juristischen Examen ab.
Ab 1997 war er bei der saarländischen Gesellschaft für Wirtschaftsförderung (gwSaar) beschäftigt. Er war dort zunächst Teamkoordinator und stieg 2001 zum Prokuristen und Chief Operating Officer auf. Von Februar 2009 bis 2010 war er Geschäftsführer der Science Park Saar GmbH, einem Unternehmer- und Gründerzentrum der saarländischen Landesregierung.
Im November 2009 wurde Hauptmann zum Staatssekretär im von Christoph Hartmann (FDP/DPS) geführten Ministerium für Wirtschaft und Wissenschaft des Saarlandes ernannt. Als die saarländische Jamaika-Koalition 2012 platzte, verlor er diese Stellung und wurde von Jürgen Barke in seinem Amt beerbt. Er arbeitete anschließend als freiberuflicher Berater. Am 1. April 2014 wurde er Leiter der Wirtschaftsförderungsgesellschaft (WfG) im Kreis Viersen.
Peter Hauptmann ist verheiratet und hat drei Söhne.